# County Galway
County Galway (Iers: Gaillimh) is een graafschap aan de westkust van Ierland. Het ligt in de Ierse provincie Connacht. Het heeft een oppervlakte van 6148 km² en een inwoneraantal van  250.541 (2011). De hoofdstad is Galway. Even buiten de stad Galway ligt een vliegveld. Vanaf hier zijn er onder meer verbindingen met Dublin en de Araneilanden.

## Geschiedenis
Historisch hoort het huidige graafschap tot het gebied van de O'Connors, de koningen van Connacht. Het graafschap werd in 1579 gesticht door de Engelse koningin Elizabeth I. De feitelijke macht bleef echter tot de invasie van Cromwell in 1652 in handen van de O'Connors.

## Landschap

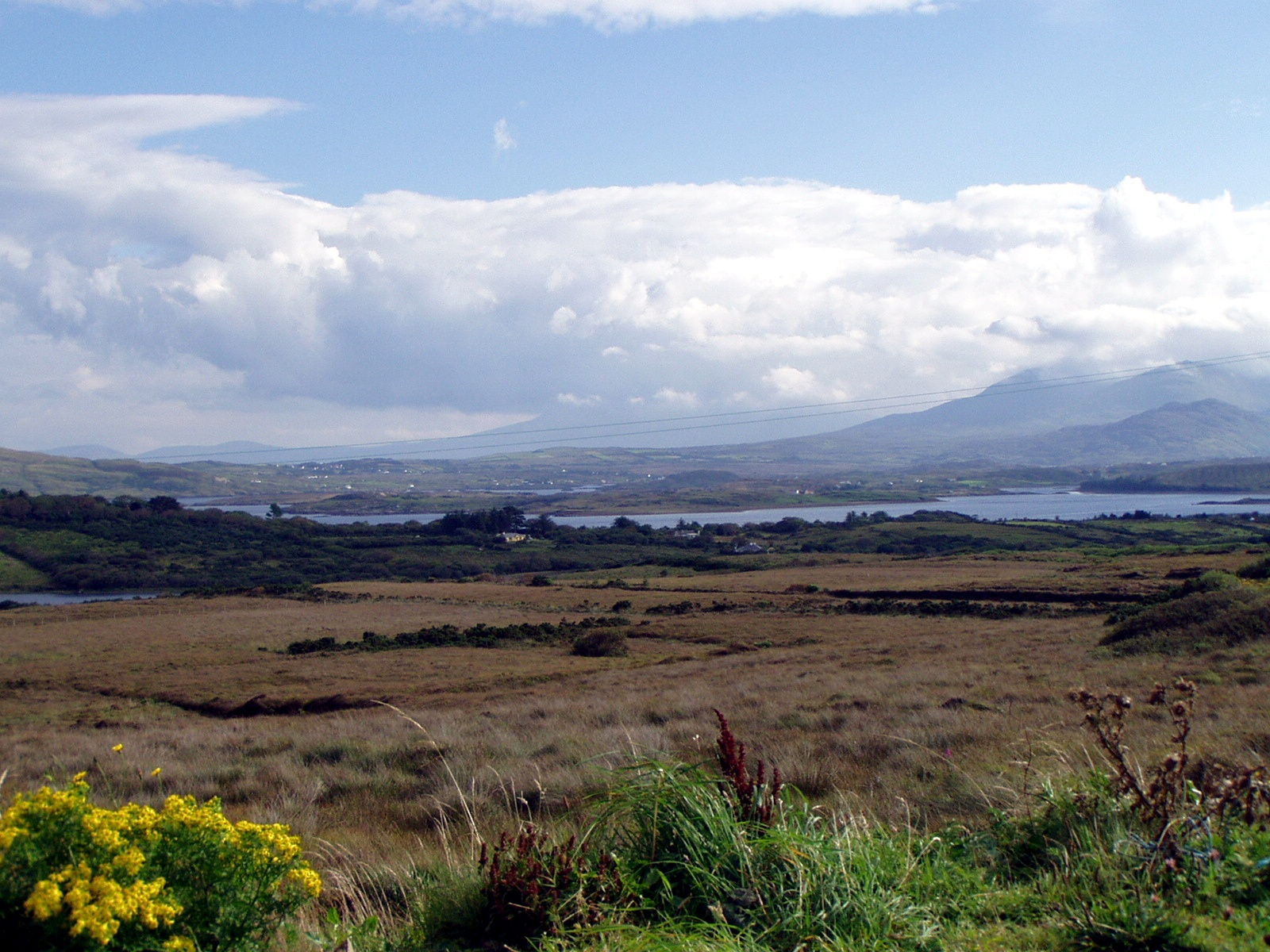
De Twelve Bens

Landschappelijk bestaat het graafschap uit twee delen. Ten oosten van de rivier de Corrib bestaat het grotendeels uit vlak laagland. Alleen in het zuidoosten wordt het wat heuvelachtiger.
Ten westen van de Corrib en de stad strekt zich Connemara uit, een natuurlijke wildernis met veel meren en veengebieden. Het gebied wordt begrensd door een heuvelreeks die bekendstaat als de Twelve Bens. Het gebied heeft een grillige kustlijn met eindeloze inhammen en talloze eilandjes. Voor de kust, in de baai van Galway, liggen de Araneilanden, bereikbaar per boot vanaf Rossaveel. 

## Gaeltacht
Galway kent een grote Ierstalige bevolkingsgroep. Het graafschap heeft de grootste Gaeltacht van Ierland. Het strekt zich uit over het grootste deel van Connemara tot aan de rand van de stad Galway. In Na Forbacha, even ten westen van de stad Galway, staat het hoofdkantoor van Údarás na Gaeltachta.

## Bestuur
Het graafschap Galway bestaat bestuurlijk uit twee gelijkwaardige eenheden. De stad Galway heeft een eigen bestuur. Het bestuur van het graafschap, de County council, is alleen bevoegd voor het gebied van het graafschap buiten de stad.
Voor de verkiezingen van de County council is het graafschap verdeeld in vijf gebieden, aangeduid als electoral areas. In Galway komen deze overeen met de municipal districts; te weten Connemara (9 zetels), Ballinasloe (6 zetels), Loughrea ( 8 zetels), Oranmore (7 zetels) en Tuam (9 zetels).
Bij de laatste verkiezingen (2019), behaalde
- Fianna Fáil 15 zetels
- Fine Gael 11 zetels
- Sinn Féin 1 zetels
- Groenen 1 zetel
- Onafhankelijke leden 11 zetels.

De County council kiest ieder jaar een voorzitter die de titel Mayor of Galway county draagt. 
Voor de verkiezingen van het Ierse parlement, Dáil Éireann, is het graafschap verdeeld in twee kiesdistricten: Galway East en Galway West. Een klein deel, rond Balinasloe, is in 2012 ingedeeld in het kiesdistrict Roscommon-Galway.
Op de Ierse nummerplaten staat Galway afgekort tot G.

## Plaatsen
| Engels        | Iers              | Inwoners |
| ------------- | ----------------- | -------- |
| Ahascragh     | Áth Eascrach      | 186      |
| Annaghdown    | Eanach Dhúin      | -        |
| Spiddal       | An Spidéal        | 1.356    |
| Ardrahan      | Ard Raithin       | 540      |
| Athenry       | Baile Átha an Rí  | 4.603    |
| Ballinahown   | Baile na hAbhann  | -        |
| Ballinasloe   | Béal Átha na Slua | 6.662    |
| Ballindooley  | Baile an Dúlaigh  | -        |
| Ballyconneely | Baile Conaola     | -        |
| Ballygar      | Béal Átha Ghártha | 660      |
| Ballymoe      | Béal Átha Mó      | 431      |
| Ballynahinch  | Baile na hInse    | -        |
| Barna         | Bearna            | 2.336    |
| Bealadangan   | Béal an Daingin   | -        |
| Carnmore      | An Carn Mór       | 562      |
| Clifden       | An Clochán        | 1.259    |
| Galway        | Gaillimh          | 85.910   |
| Gort          | An Gort           | 2.870    |
| Kilmacduagh   | Cill Mhic Duagh   | -        |
| Milltown      | Baile an Mhuillin | 207      |
| Tuam          | Tuaim             | 9.647    |